# カナディアンシーダーハウス

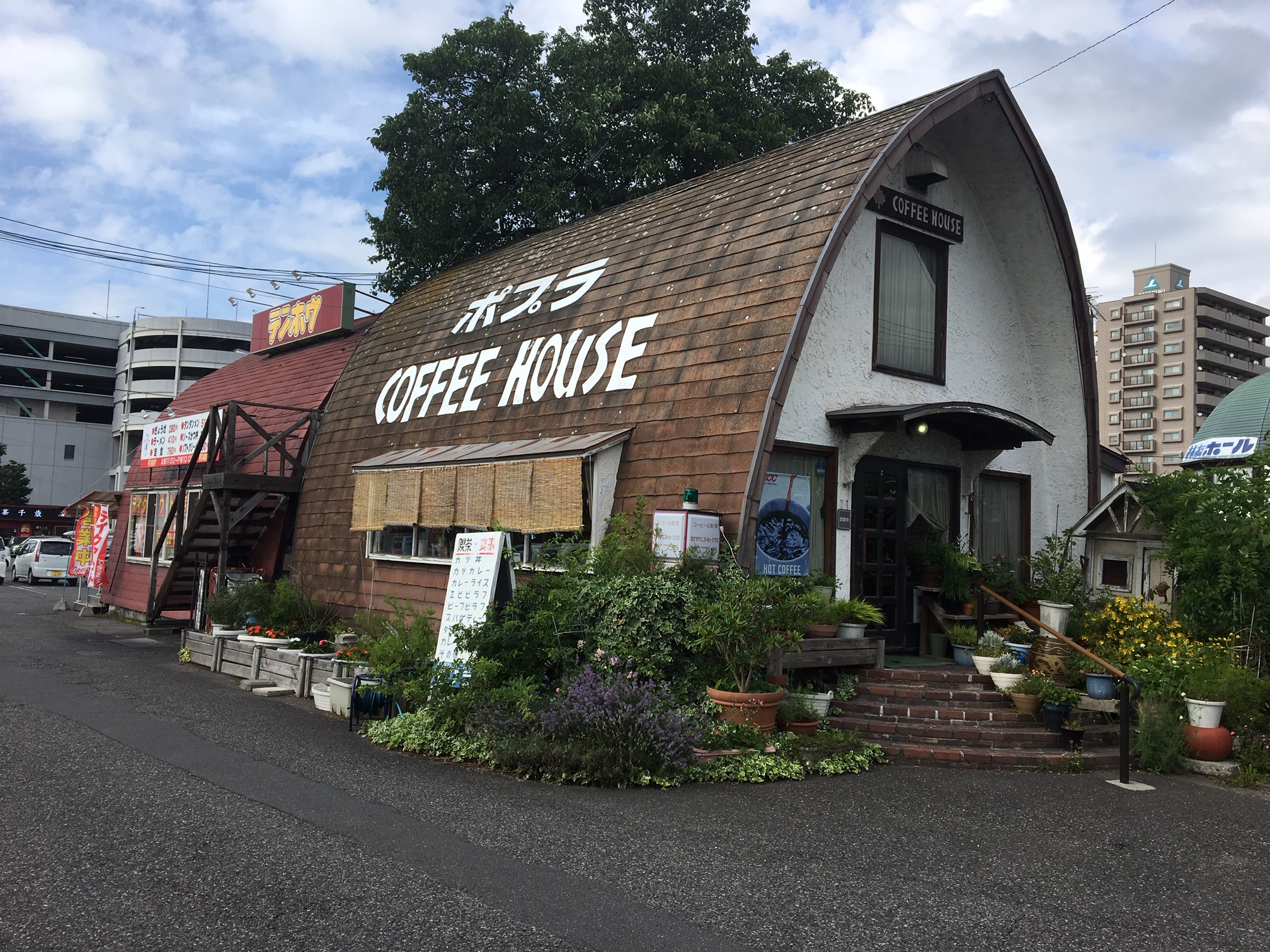
長野県松本市にあるカナディアンシーダーハウス造りの喫茶店。2020年6月撮影。

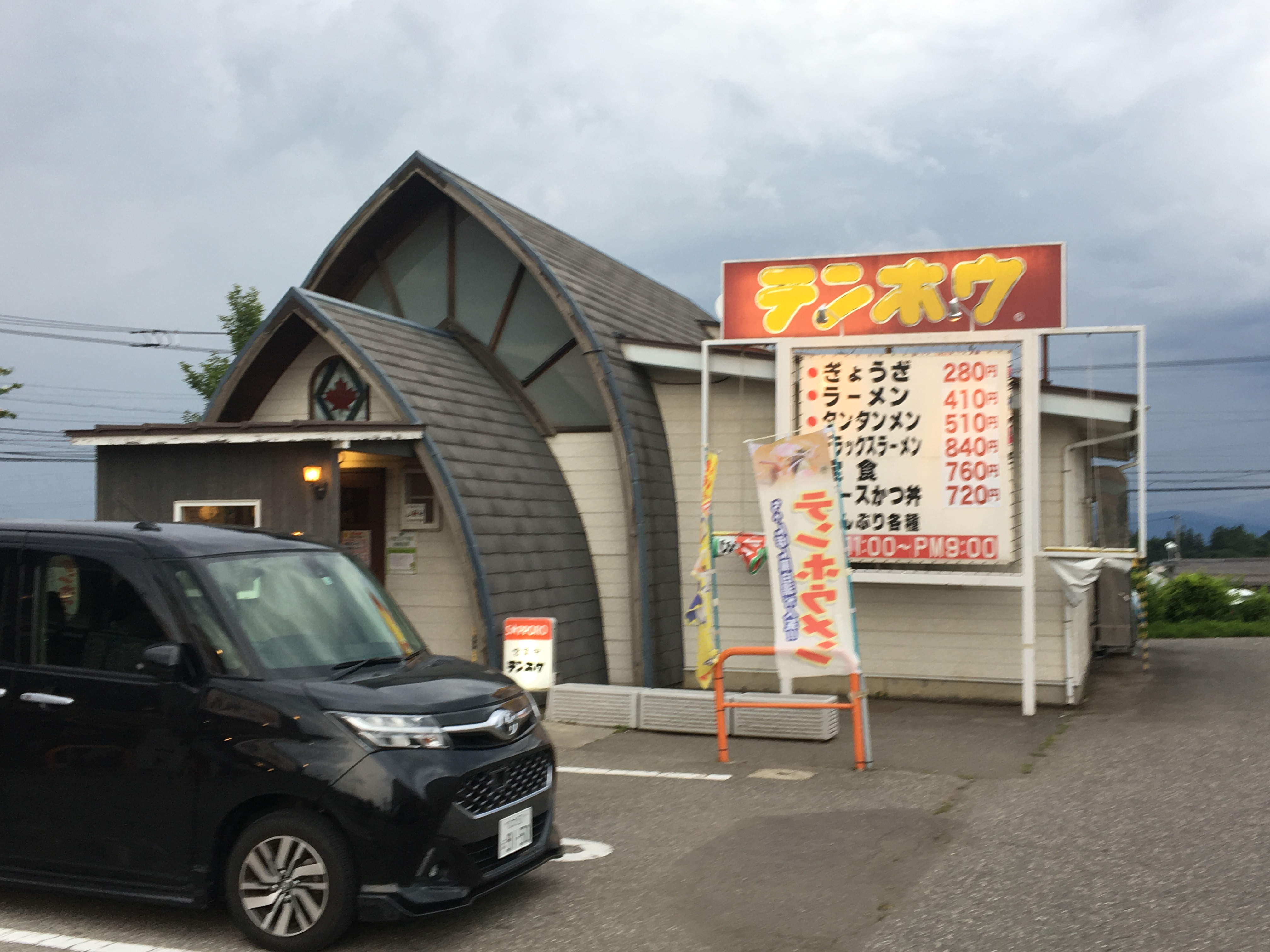
長野県東筑摩郡山形村にあるカナディアンシーダーハウス造りのラーメン店。2020年6月撮影。入り口上部に、カナダを象徴する赤い楓のステンドグラスが嵌め込まれている。

カナディアンシーダーハウスは、屋根と壁面が連続した一体のものとなるゴシックアーチ型の独特の構造をもつ木造建築の様式。本来は、樹齢300年ほどのカナダ産のシーダー（カナダ杉）、すなわちベイスギ（ウェスタンレッドシダー）の集製材を用いて建てられる。
風雪に対する耐久性が良いとされ、断熱性も優れているという。
雪は屋根に積もらずに、地面に落下するため雪下ろしが不要という利点がある。
長野県の住宅関連企業である林友は、社長だった穂苅甲子男が1970年にカナダのバンクーバーで開催された博覧会でカナディアンシーダーハウスを知ったことをきっかけに、「カナデアンシーダーハウス」という名称で、日本での普及を図り、以降のべ1900棟ほどの建設を手がけた。

## カナデアンコーヒーハウス
1970年代、林友は、「カナデアンコーヒーハウス」というブランドで、カナディアンシーダーハウスによる喫茶店の建築から経営ノウハウの提供までをおこなう事業を展開していた。
当時は、長野県内、中京圏をはじめ、広島県、岡山県、さらに四国地方や九州地方にも、カナデアンコーヒーハウスの店舗が建設されたという。
2010年代においても、富山県魚津市、愛知県豊橋市、新城市、一宮市、徳島県板野郡松茂町
などには、カナディアンシーダーハウスの建物を用い「カナデアンコーヒーハウス」ないし「カナディアンコーヒーハウス」を店名とする店舗が存続している。また、東京都多摩市には、同様の形態の「カナディアンコーヒーショップ」が存在する。

## その他の施設
カナディアンシーダーハウスは、喫茶店のほか、別荘、ペンション、住宅、保養所など、多様な施設に使用する目的で建設された。
2010年代の時点で、カナディアンシーダーハウスの別荘や貸別荘は、長野県茅野市、北安曇郡白馬村、岐阜県大野郡荘川村などに所在している。
愛知県瀬戸市にある株式会社養蜂研究所の養蜂博物館は、1988年に施工されたカナディアンシーダーハウスである。
林友グループは、カナディアンシーダーハウスの技法を応用したより大きな木造の建物として林友ホール、カナデアンホールを松本市に建設しており、貸ホールとして運営している。